# Michel Toussaint
Michel Alfred Edmond Joseph Toussaint (Namen, 26 november 1922 - 23 maart 2007) was een Belgisch advocaat en een liberaal politicus met een lange staat van dienst.

## Levensloop
Toussaint promoveerde tot doctor in de rechten aan de Universiteit van Luik. Van 1947 tot 1952 was hij directeur bij het bedrijf Materne en van 1953 tot 1954 directeur van de Bank van Brussel, waarna hij zich als advocaat in Namen vestigde.
Tijdens zijn studies in Luik nam hij in 1945 deel aan het Waals Nationaal Congres. Daarna werd hij van 1958 tot 1961 voorzitter van de Waalse afdeling van de Liberale Partij en van 1961 tot 1965 voorzitter van de Waalse afdeling van de PLP. Van 1957 tot 1963 was hij voorzitter van de liberale federatie van het arrondissement Namen en tevens was Toussaint ondervoorzitter van de Liberale Partij en daarna de PLP.
Van 1959 tot 1988 was Toussaint gemeenteraadslid van Namen, waar hij van 1965 tot 1966 schepen was. Ook zetelde hij van 1963 tot 1965 als provinciaal senator voor de provincie Namen in de Belgische Senaat, waarna hij van 1965 tot 1984 rechtstreeks gekozen senator was voor het arrondissement Namen-Dinant-Philippeville. Van 1971 tot 1972 was hij ondervoorzitter van de Senaat. Door het in die periode bestaande dubbelmandaat zetelde hij van 1971 tot 1980 ook in de Cultuurraad voor de Franse Cultuurgemeenschap en van 1980 tot 1984 in de Waalse Gewestraad en de Franse Gemeenschapsraad. Van 1980 tot 1981 was hij secretaris en van 1981 tot 1984 ondervoorzitter van de Waalse Gewestraad en van 1982 tot 1984 was hij voorzitter van de Franse Gemeenschapsraad.
Van 1966 tot 1968 was hij minister-staatssecretaris van Onderwijs in de Regering-Vanden Boeynants I. Toen de unitaire PVV-PLP in 1972 uiteenviel, was hij een van de oprichters van de Waalse PLP. Van 1971 tot 1975 vertegenwoordigde hij deze partij in de Economische Regionale Raad van Wallonië. Na enige ontwikkelingen werd de PLP in 1979 omgevormd tot de PRL.
Hij werd lid van de liberale politieke partij PVV/PLP en, nadat deze zich in 1972 had gesplitst in een Vlaamse en een Franstalige liberale partij, tot de Waalse Parti de la Liberté et du Progrès en Wallonie die na enige ontwikkelingen in 1979 de PRL werd. Hij was voorzitter van de Entente Libérale Wallonne (1958-1961).
In 1963 werd hij verkozen tot provinciaal senator voor Namen en in 1965 tot senator voor het arrondissement Namen. Hij vervulde dit mandaat tot in 1984. Hij werd zo ook lid van de Waalse Gewestraad en de Cultuurraad voor de Franse Cultuurgemeenschap en opvolger de Raad van de Franse Gemeenschap.
Van 1973 tot 1974 was Toussaint minister van Franstalig Onderwijs in de Regering-Leburton, van 1974 tot 1976 minister van Buitenlandse Handel in de Regering-Tindemans I en de Regering-Tindemans II en van 1976 tot 1977 minister van Institutionele Hervormingen in de Regering-Tindemans II en de regering-Tindemans III.
In 1984 verliet Toussaint de nationale politiek toen hij verkozen werd tot lid van het Europees Parlement. Hij bleef er zetelen tot in 1989 en stelde zich toen niet herkiesbaar.
In 1983 werd hij benoemd tot minister van Staat.